# Naidra Ayadi

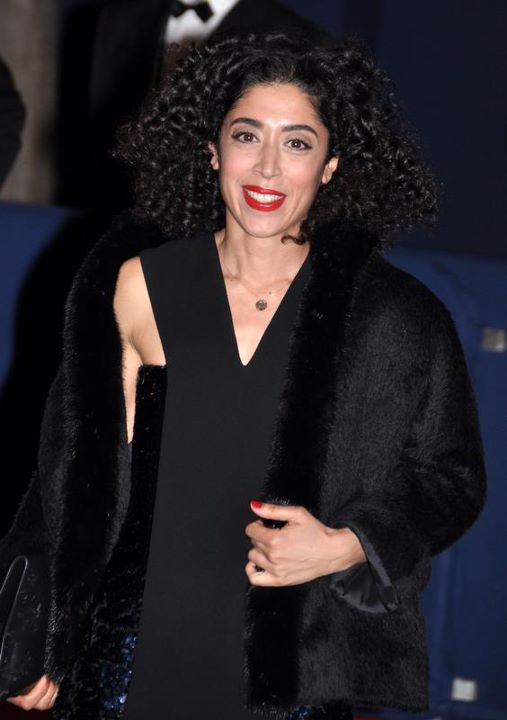
Naidra Ayadi 2012

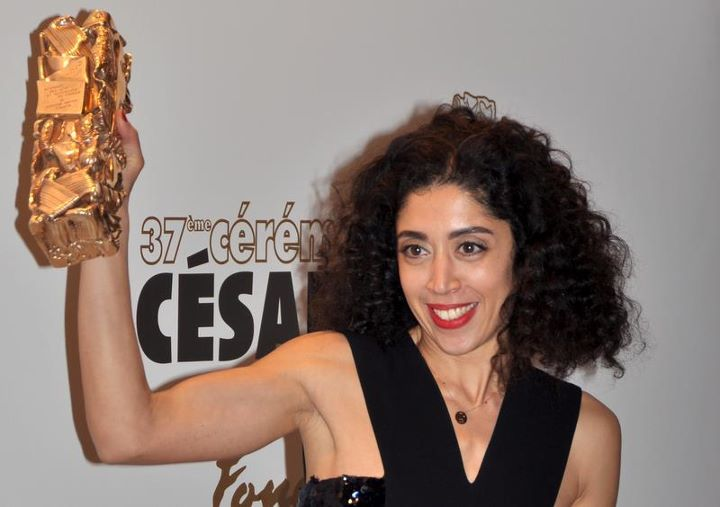
Naidra Ayadi 2012 mit ihrem César als Beste Nachwuchsdarstellerin

Naidra Ayadi (* in Saint-Ouen) ist eine französische Schauspielerin.

## Leben
Ayadi kam als einzige Tochter tunesischer Eltern in Saint-Ouen zur Welt; sie hat zwei Brüder. Sie studierte nach Abschluss des Abiturs an der Universität Paris-Nanterre und besuchte parallel dazu eine private Schauspielschule, bevor sie ihre Theaterausbildung am Konservatorium von Versailles abschloss. Zu ihren Schauspiellehrern gehörten Claude Mathieu, Gloria Paris, Philippe Adrien und Mehdi Charef. 
Ayadi war zunächst als Theaterschauspielerin aktiv und spielte unter anderem in Werken von William Shakespeare (Viel Lärm um nichts, 2002), Anton Tschechow (Die Möwe, 2003) und Federico García Lorca (Yerma, 2005). Im Jahr 2007/2008 war sie in Louis-Charles Sirjacqs Les riches reprennent confiance am Théâtre de Poche Montparnasse zu sehen. Neben ihrer Tätigkeit als Schauspielerin war sie zudem als Regisseurin tätig und führte Theaterregie bei Ce que parler veut dire von Jean Tardieu (2003) sowie Horace von Pierre Corneille (2009), in dem sie zudem die Rolle der Camille innehatte.
Ihr Leinwanddebüt gab Ayadi 2002 im Kurzfilm Un choix difficile, ihr erster Langfilm wurde 2005 Zim and Co. Arbeiten für das Fernsehen folgten. In Maïwenns Film Poliezei übernahm Ayadi 2011 die Rolle der Polizistin Nora. Für ihre Darstellung wurde sie 2012 mit einem César als Beste Nachwuchsdarstellerin ausgezeichnet, wobei sie sich den Preis mit Clotilde Hesme teilte.

## Filmografie
- 2002: Un choix difficile (Kurzfilm)
- 2005: Zim and Co.
- 2006: C’est arrivé dans l’escalier (TV)
- 2007: Avocats & associés (TV-Serie, eine Folge)
- 2008: D’une vie a l’autre
- 2008: La depanneuse (Kurzfilm)
- 2011: Poliezei (Polisse)
- 2012: Voyage sans retour
- 2013: Vogue la vie (TV)
- 2014: Prêt à tout
- 2014: Les gazelles
- 2014: Dreimal Manon (Trois fois Manon, TV-Mehrteiler)
- 2014: Une histoire banale
- 2014: SMS
- 2016: Zum Verwechseln ähnlich (Il a déjà tes yeux)
- 2017: Die Frau mit Vergangenheit (La bête curieuse)
- 2017: Paris etc. (TV-Serie, 12 Folgen)
- 2017–2019: Black Spot (TV-Serie, 15 Folgen)
- 2019: Ausgeflogen (Mon Bébé)
- 2020: Ramadan im Sommer (Jeûne d’été, Kurzfilm)
- 2021: Mon légionnaire
- 2021: Stillwater – Gegen jeden Verdacht (Stillwater)
- 2022: Parallel Worlds (Parallèles, Fernsehserie)
- 2022: Haus der Lügen (L’origine du mal)
- 2023: Divertimento – Ein Orchester für alle (Divertimento)
- 2023: Ein Glücksfall (Coup de chance)
- 2022: Oussekine (Fernsehvierteiler)

## Auszeichnungen
- 2005: Zuschauerpreis als beste Schauspielerin, Festival Jean Carmet, für Zim and Co.[5]
- 2012: César, Beste Nachwuchsdarstellerin, für Poliezei